# Apatzingán de la Constitución
Apatzingán de la Constitución es una ciudad mexicana ubicada en el estado de Michoacán de Ocampo. Fue fundada en 1617 por monjes franciscanos y agustinos, permaneciendo como un pueblo hasta 1883, fecha en que oficialmente se le concedió el rango de ciudad. Es la cabecera del municipio de Apatzingán y se localiza en la Tierra Caliente, de la cual es la ciudad más poblada al contar, según datos del Censo de Población y Vivienda del año 2020 del INEGI, con un total de 102 362 habitantes, por encima de su vecina, la ciudad de Nueva Italia y la ciudad guerrerense de Ciudad Altamirano. Por su población es la 4.ª ciudad más poblada del estado de Michoacán y la 128.ª ciudad más poblada de México.
La región de Apatzingán produce grandes cantidades de limón, papaya, toronja, carambolo, etc., algunos de los cuales se exportan al extranjero. El clima de la ciudad es semiseco muy cálido y cálido. 
En Apatzingán se firmó la primera constitución mexicana el 22 de octubre de 1814, por José María Morelos y Pavón.

## Toponimia
Apahtzïngan (al estilo del siglo XVI), castellanizado como «Apatzingán», es un topónimo cosmogónico en lengua purépecha que significa, ‘donde está levantado el templo del dios Apahtzï’ o por extensión, ‘donde está levantado el templo del dios de la muerte’. Está formado por Apahtzï- ‘  onza, comadreja (Mustela frenata)’; angá-, radical de angáxurini ‘estar levantado’; y, -an, formándose así el pretérmino Apahtzï-angá-an, donde el sufijo -an, se aglutina a la radical angá-, que pierde la última letra para evitar el duplicativo, formando la parte morfológica «angan», que a su vez se aglutina al término Apahtzï, perdiendo la letra a inicial para evitar el diptongo, quedando finalmente el topónimo «Apahtzïngan».
El apahtzï o comadreja es muy dañino para la cría de aves de corral de las que se traga sólo la cabeza y cuando entra en una granja tan sólo les chupa el cerebro. Lo consideraban como representante del dios de la muerte que cuidaba o protegía a aquellos guerreros que morían en la piedra del sacrificio, porque a los sacrificados, generalmente hechos prisioneros en el campo de batalla, se les quitaba la cabeza para ponerla en un tzompantli ‘muro de cráneos’ (en lengua náhuatl), según la tradición de la cultura azteca o mexicana. En los límites entre el Imperio purépecha y la zona azteca o mexicana de la costa, el cazonci mandó construir un fuerte y ahí radicó un numeroso contingente de guerreros miuchhuaques para contener a los mexicas; los guerreros que aprisionaban en las incursiones eran enviados a la piedra del sacrificio, y por tal razón ahí se levantó un templo al dios Apahtzï, tomando de dichos animales el citado nombre. En la Relación de Xochitlan, como se relata en las Relaciones Geográficas del Obispado de Michoacán 1579-1581, se lee lo siguiente: «Cutzamala es nombre mexicano, y en su lengua materna que es tarasca, llámase Apatzingán, que lo uno y lo otro quiere decir lugar de comadrejas. Llámase de este nombre, porque dicen que en su antigüedad tuvieron un ídolo a modo de comadreja».
Por otro lado, Cecilio Robelo, autoridad en aztequismos, dice que significa más bien ‘lugar de cañitas’ y se forma de la palabra apantzintl. Aunque Peñafiel afirma que significa apatztli, ‘comadreja’ y can que significa ‘lugar de’: ‘lugar de comadrejas’. Si se tiene en cuenta la gran cantidad de cuiniques que habitan en la región de Apatzingán, se puede concluir que fue esta especie la que seguramente vieron los fundadores del nombre de esta ciudad y la identificaron con la comadreja, que es una especie similar.

## Geografía
La ciudad de Apatzingán de la Constitución se localiza en el suroeste del estado de Michoacán y en el noreste del término municipal de Apatzingán. Cubre un área de 23.82 km² y se encuentra a 324 m s. n. m.

### Clima
El clima de la ciudad se considera semiseco muy cálido.
| Parámetros climáticos promedio de Apatzingán, Apatzingán (1991-2020) | Parámetros climáticos promedio de Apatzingán, Apatzingán (1991-2020) | Parámetros climáticos promedio de Apatzingán, Apatzingán (1991-2020) | Parámetros climáticos promedio de Apatzingán, Apatzingán (1991-2020) | Parámetros climáticos promedio de Apatzingán, Apatzingán (1991-2020) | Parámetros climáticos promedio de Apatzingán, Apatzingán (1991-2020) | Parámetros climáticos promedio de Apatzingán, Apatzingán (1991-2020) | Parámetros climáticos promedio de Apatzingán, Apatzingán (1991-2020) | Parámetros climáticos promedio de Apatzingán, Apatzingán (1991-2020) | Parámetros climáticos promedio de Apatzingán, Apatzingán (1991-2020) | Parámetros climáticos promedio de Apatzingán, Apatzingán (1991-2020) | Parámetros climáticos promedio de Apatzingán, Apatzingán (1991-2020) | Parámetros climáticos promedio de Apatzingán, Apatzingán (1991-2020) | Parámetros climáticos promedio de Apatzingán, Apatzingán (1991-2020) |
| Mes                                                                  | Ene.                                                                 | Feb.                                                                 | Mar.                                                                 | Abr.                                                                 | May.                                                                 | Jun.                                                                 | Jul.                                                                 | Ago.                                                                 | Sep.                                                                 | Oct.                                                                 | Nov.                                                                 | Dic.                                                                 | Anual                                                                |
| -------------------------------------------------------------------- | -------------------------------------------------------------------- | -------------------------------------------------------------------- | -------------------------------------------------------------------- | -------------------------------------------------------------------- | -------------------------------------------------------------------- | -------------------------------------------------------------------- | -------------------------------------------------------------------- | -------------------------------------------------------------------- | -------------------------------------------------------------------- | -------------------------------------------------------------------- | -------------------------------------------------------------------- | -------------------------------------------------------------------- | -------------------------------------------------------------------- |
| Temp. máx. abs. (°C)                                                 | 38.5                                                                 | 39.5                                                                 | 41.0                                                                 | 44.0                                                                 | 43.0                                                                 | 43.0                                                                 | 44.5                                                                 | 41.5                                                                 | 39.0                                                                 | 40.0                                                                 | 43.0                                                                 | 38.0                                                                 | 44.5                                                                 |
| Temp. máx. media (°C)                                                | 33.3                                                                 | 34.9                                                                 | 36.8                                                                 | 38.6                                                                 | 39.0                                                                 | 36.5                                                                 | 34.3                                                                 | 34.3                                                                 | 33.4                                                                 | 34.0                                                                 | 33.8                                                                 | 33.2                                                                 | 35.6                                                                 |
| Temp. media (°C)                                                     | 24.3                                                                 | 25.6                                                                 | 27.1                                                                 | 28.7                                                                 | 30.1                                                                 | 29.4                                                                 | 27.9                                                                 | 27.8                                                                 | 27.4                                                                 | 27.4                                                                 | 26.2                                                                 | 24.7                                                                 | 27.2                                                                 |
| Temp. mín. media (°C)                                                | 15.4                                                                 | 16.2                                                                 | 17.4                                                                 | 18.8                                                                 | 21.1                                                                 | 22.4                                                                 | 21.5                                                                 | 21.4                                                                 | 21.4                                                                 | 20.8                                                                 | 18.6                                                                 | 16.1                                                                 | 19.3                                                                 |
| Temp. mín. abs. (°C)                                                 | 6.0                                                                  | 10.0                                                                 | 10.0                                                                 | 11.5                                                                 | 10.0                                                                 | 14.0                                                                 | 17.0                                                                 | 18.0                                                                 | 19.0                                                                 | 14.0                                                                 | 9.5                                                                  | 10.0                                                                 | 6.0                                                                  |
| Precipitación total (mm)                                             | 16.7                                                                 | 7.9                                                                  | 6.0                                                                  | 0.2                                                                  | 16.9                                                                 | 103.1                                                                | 160.0                                                                | 155.3                                                                | 164.2                                                                | 79.6                                                                 | 17.6                                                                 | 6.3                                                                  | 733.8                                                                |
| Días de precipitaciones (≥ 0.1 mm)                                   | 1.3                                                                  | 0.7                                                                  | 0.3                                                                  | 0.3                                                                  | 1.6                                                                  | 11.2                                                                 | 15.0                                                                 | 14.2                                                                 | 13.3                                                                 | 5.7                                                                  | 1.4                                                                  | 0.7                                                                  | 65.7                                                                 |
| Fuente n.º 1: Servicio Meteorológico Nacional.                       |                                                                      |                                                                      |                                                                      |                                                                      |                                                                      |                                                                      |                                                                      |                                                                      |                                                                      |                                                                      |                                                                      |                                                                      |                                                                      |
| Fuente n.º 2: INIFAP                                                 |                                                                      |                                                                      |                                                                      |                                                                      |                                                                      |                                                                      |                                                                      |                                                                      |                                                                      |                                                                      |                                                                      |                                                                      |                                                                      |

## Demografía
Conforme a los datos del Censo de Población y Vivienda 2020, realizado por el Instituto Nacional de Estadística y Geografía (INEGI) en 2020, la ciudad de Apatzingán de la Constitución contaba hasta ese año con un total de 102 362 habitantes. Es la cuarta ciudad más poblada y grande del estado y es la más grande de la parte del sur del estado.

### Población de la ciudad de Apatzingán de la Constitución 1921-2020
| Gráfica de evolución demográfica de Apatzingán de la Constitución entre 1900 y 2020               |
|                                                                                                   |
| Población de los censos del Instituto Nacional de Estadística y Geografía (INEGI) de 1900 a 2020. |

### Religiones

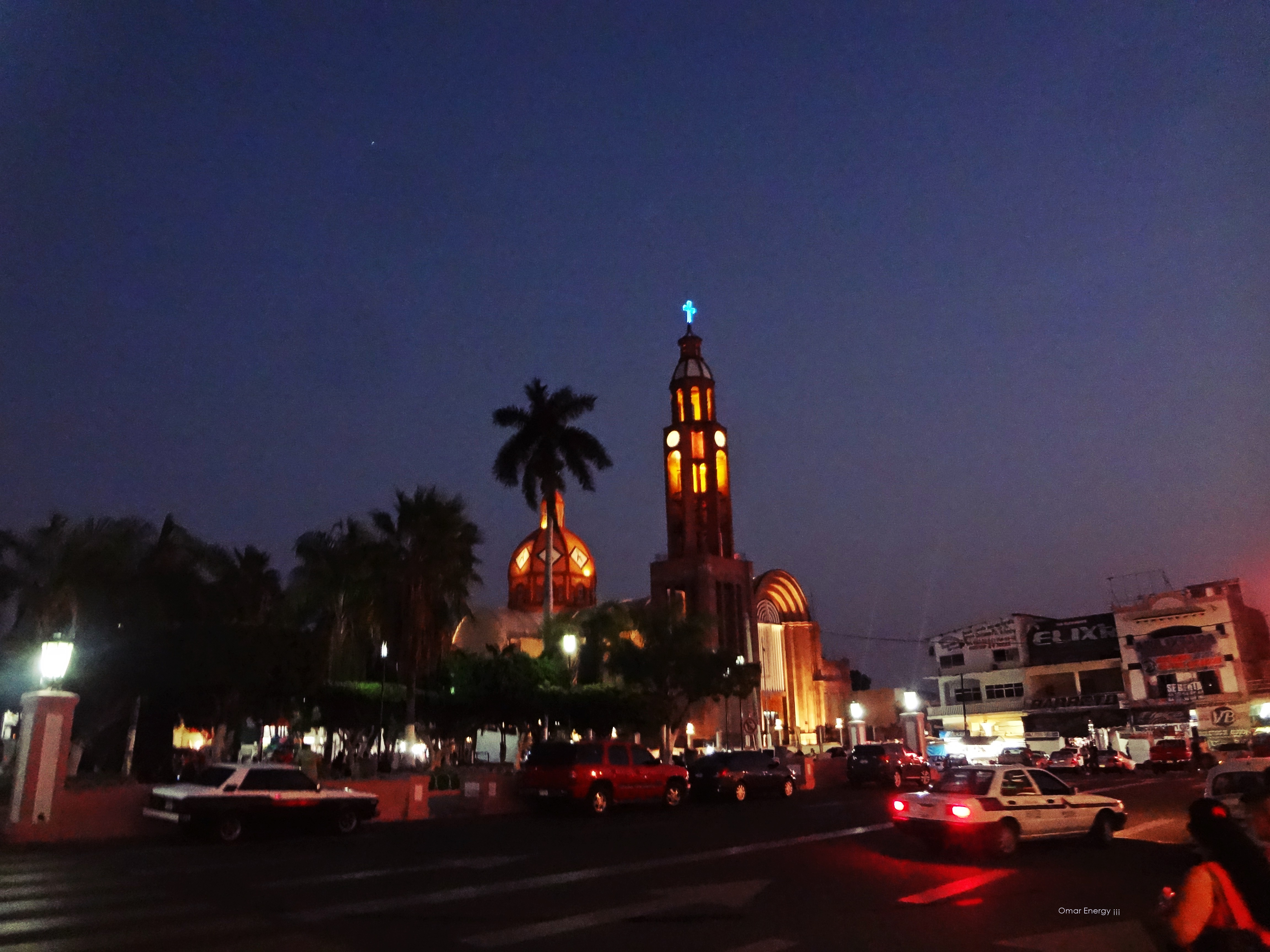
Catedral de Apatzingan

De profunda tradición católica heredada por generaciones y veneraciones a distintas deidades aparecidas con el fin de someter de manera pasiva a la población original contando con diversas vírgenes y santos en cada poblado, también hay Logias Masónicas y otros grupos protestantes, entre los que destacan las iglesias evangélicas y pentecostales que han visto un avivamiento debido al aumento en la violencia en los últimos años, mermando la población en las iglesias católicas y recintos semejantes. La ciudad de Apatzingán es sede de la diócesis de Apatzingán; la sede episcopal es la Catedral de Apatzingán.

## Economía

### Industria
La ciudad de Apatzingán cuenta con varias industrias como son: purificadoras de agua, fábricas de hielo industrial y de consumo, fábricas de alimentos y forrajes para ganado, empaques de limón, papaya, mango, pepino, chiles, maduradoras de plátanos, industrializadoras de cítricos, deshidratadora de cáscara de limón, descascadoras y envasadoras de arroz, empaques de melón, bodegas de compra y ventas de semillas. Apatzingán es autosuficiente en la mayoría de productos básicos y dispone de excedentes para la comercialización. El abasto de satisfactores de otras regiones completa la oferta al alcance de los consumidores. Las principales industrias del municipio son las fábricas de alimentos, forrajes, aserraderos, planta industrial de limón (PIVE) y la industria INSGRIB, S. A.

## Cultura
En Apatzingán se destaca por su importancia histórica la Casa de la Constitución, donde en 1814 se firmó la primera Constitución Política del país. Funciona como museo y alberga en su recinto valiosas pinturas, grabados, banderas y manuscritos históricos. El museo de antropología, el fortín de Morelos, el Palacio Municipal y el centro histórico de la ciudad, que es hermoso con sus típicas calles y edificios al estilo de Tierra Caliente, hacen única esta hermosa ciudad de Apatzingán.

### Museos
- Casa de la Constitución
- Casa de la Cultura
- Museo de Antropología e Historia (próximamente)
- Museo de la Tierra Caliente

### Desfile del 22 de octubre
Para conmemorar la promulgación de la primera Constitución de México y América Latina, la Constitución de Apatzingán, firmada el 22 de octubre de 1814, se celebra una feria ganadera, industrial, comercial, agrícola, artesanal, fuegos pirotécnicos, jaripeos, corridas de toros, banda de música, alboradas, elección y coronación de la reina, actos cívicos y el tradicional desfile que atrae visitantes de toda la República. En el año 2010 se celebraron los 200 años de la Independencia de México y 100 años de la Revolución mexicana por lo cual se celebró un desfile muy especial el 22 de octubre.

### Artesanías
Muebles típicos, elaborados con madera de parota y vaqueta de cuero de venado de los típicos «Cuerudos». 
Talabartería. Otros muebles típicos son los llamados «equipales» que son elaborados con madera y piel de ganado, pueden ser sillas, bancos para sentarse o incluso sillones para varias personas.

### Los Cuerudos
Las Defensas Rurales de la región de Apatzingán, tienen un significativo muy importante en el paso de esas transformaciones que sufrieron hasta llegar a lo que ahora conocemos como los Cuerudos de Apatzingán, quienes actualmente cuentan con fama mundial por sus presentaciones en varios eventos cívicos de importancia.
Se cree que era un grupo de voluntarios de jinetes o autodefensas que combatía la delincuencia y mantenían un orden en la región de Tierra Caliente de Michoacán, en los tiempos de la pre-independencia de México. Cuerudos es un apodo por el traje que usan, se dice que el origen de este fue en unas sierras estando en campaña durante la Independencia de México, cuando habían cazado venados para alimentarse y posteriormente fabricaron sus trajes típicos con cuero de venado para soportar las grandes heladas de tales sierras.
Más tarde, después de haber participado en la Revolución Mexicana, se anexaron al Ejército Mexicano como un Cuerpo de Caballería de Defensa Rural.

### Música

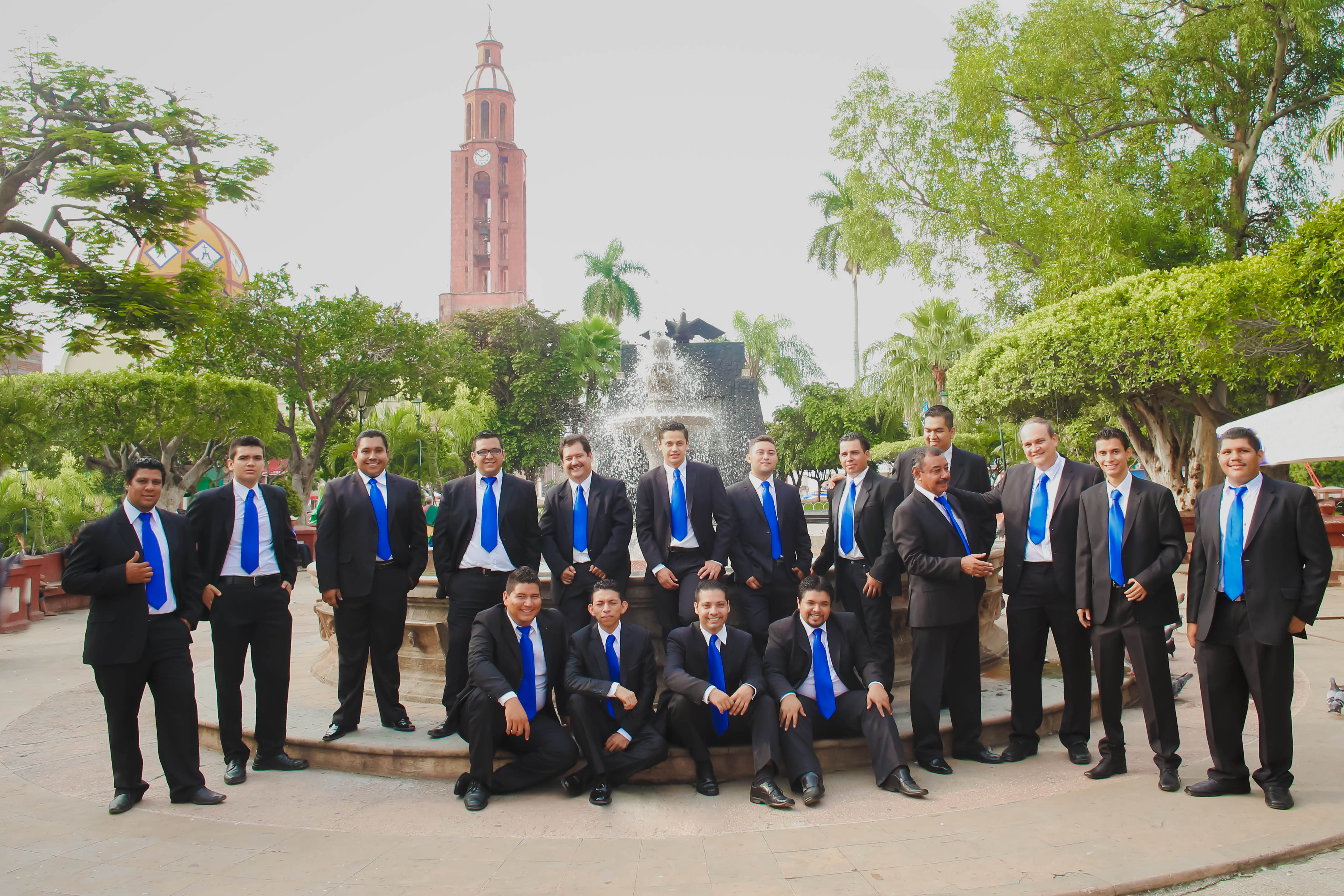
La Rondalla del Valle de Apatzingán en la Plaza de los Constituyentes.

Como parte del folklor, la música de Tierra Caliente es uno de sus atractivos. Teniendo como símbolo el arpa grande, los conjuntos de arpa grande interpretan las famosas «valonas», los sones y corridos costumbristas propios de la región, también decenas de grupos tipo norteño o banda, rodallas, etc.

### Gastronomía
Al municipio se le conoce por las chavindecas, el caldo de iguana, la carne seca, muy famosa preparada en el aporreadillo (carne seca con chile y huevo), la cecina que es utilizada en las enchiladas.

## Turismo
El municipio de Apatzingán cuenta con muchísimos balnearios o parques acuáticos, ubicados tanto en plena ciudad como en los alrededores de la misma. 
Acahuato de Santiago, que queda a menos de 20 minutos de la ciudad de Apatzingán, subiendo a la sierra pinera del municipio, es un pueblo pequeño con tradición y comercio. Su atractivo más significativo del año es la celebración del 2 de febrero, cuando miles de visitantes vienen a venerar la Virgen de la Candelaria. Además, en dicha locaidad se encuentra un mirador al valle de Apatzingán.
El Centro de la ciudad, ubicado en la Avenida Constitución, en el se encuentra atractivos como la Plaza de los Constituyentes y la Catedral de la Asunción, construida en 1953 en estilo modernista. Del mismo modos, se pueden visitar la Plaza Moleros, más conocida como Las Piedritas, La Casa de la Constitución, donde en 1814 se firmó la primera constitución de América Latina por José María Morelos, de igual manera se ubica a un costado de la plaza principal el Palacio Municipal que cuenta con una gran explanada para amenizar eventos.
Otros atractivos turísticos son las fiestas del 22 de octubre que se celebran cada año en pleno centro de la ciudad, hay desde juegos mecánicos hasta puestos comerciales provenientes de muchas regiones, y el mirador Las Graditas.

## Fiestas y tradiciones

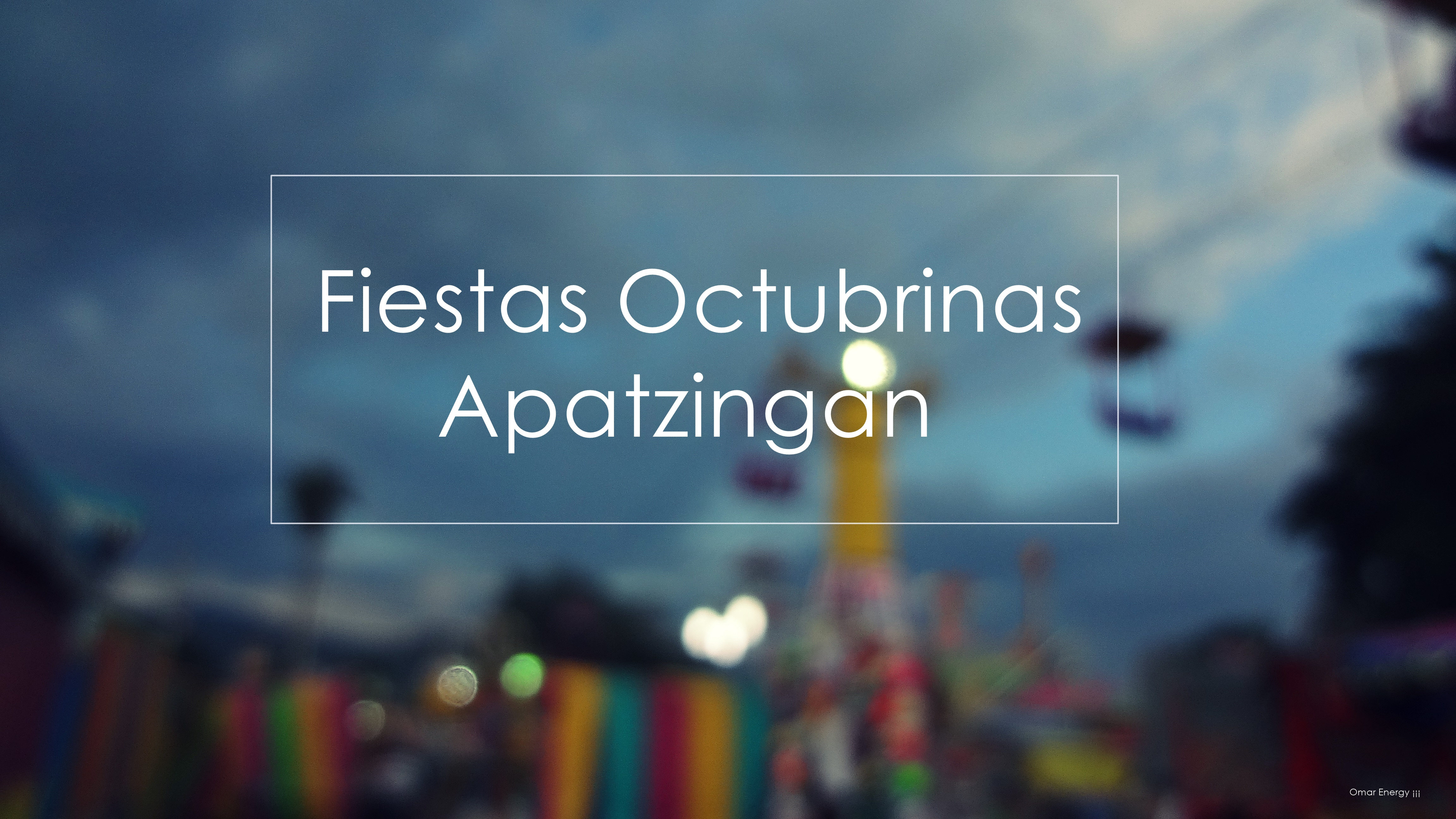
Fiestas Octubrinas

La ciudad cuenta con muchas festividades:
- 2 de febrero: Fiesta religiosa de la Virgen de la Candelaria en el pueblo de Acahuato.
- 21 de abril: Fiesta de elevación a la categoría de ciudad de Apatzingán, la cual se celebra con un acto cívico, juegos deportivos, juegos pirotécnicos y eventos culturales.
- 4 al 28 de octubre: Para conmemorar la promulgación de la primera constitución de México y América Latina, la Constitución de Apatzingán, firmada el 22 de octubre de 1814; se celebra una feria ganadera, industrial, comercial, agrícola, artesanal, fuegos pirotécnicos, jaripeos, corridas de toros, banda de música, alboradas, elección y coronación de la reina, actos cívicos y el tradicional desfile.
- 14 de marzo: Aniversario de la fundación de la ciudad.

## Deporte
Actualmente, Apatzingán cuenta con una Unidad Deportiva llamada «Adolfo López Mateos» con una extensión de 7.26 ha ubicada en la parte norte de la ciudad. Este espacio deportivo tiene áreas verdes, un auditorio de usos múltiples llamado Luis «La Macha» Martínez, en honor de uno de los grandes baloncestistas del municipio, asimismo una cancha de fútbol, misma que alberga al equipo de tercera división profesional «Limoneros de Apatzingán». Hay también una pista de atletismo de tartán, un parque de béisbol, también es usado para tiro con arco, dos canchas de frontenis, cuatro medias canchas de frontenis, una alberca olímpica, dos canchas de usos múltiples, dos canchas de basquetbol y una más de fútbol para niños. Este espacio ofrece instalaciones para la práctica de cualquier deporte individual o de conjunto, gracias a ello se considera uno de los mejores acondicionados del Estado de Michoacán.
También cuenta con decenas de canchas de fútbol y fútbol rápido; durante dos años consecutivos 2011-2012 Apatzingán fue cede del Torneo Nacional de Fútbol en Apatzingán. Con la participación de 38 selecciones deportivas de toda la República Mexicana, torneos nacionales de fútbol infantil mixto Sub-6 y Sub-8, los eventos fueron llevados a cabo en las instalaciones de la Unidad Deportiva «Adolfo López Mateos» tuvo la presencia de más de 5 mil visitantes.
Su nuevo equipo de fútbol Apipili F.C. de la segunda división.
También se destaca la lucha libre profesional de la cual muchos atletas incursionan en diferentes empresas de lucha libre profesional o de manera independiente, cabe destacar el impulso en este deporte que se dio en el 2008 por Alejandro Venegas Jauregui al reavivar con eventos luchisticos en la ciudad y creando así una escuela de este deporte espectáculo la cual sigue vigente hasta el día de hoy (CLLE).
También cuenta con algunos clubes de ciclismo de montaña, los cuales destacan Los Alacranes de Apatzingán, Team Fenix, entre otros.

## Servicios médicos
Apatzingán cuenta con decenas de clínicas y sanatorios. En la ciudad se encuentra un Hospital Regional, ISSSTE, IMSS, Enfermería Militar Adscrita a la 43/A Zona Militar, Cruz Roja Mexicana, etc.

## Educación
La ciudad de Apatzingán, tiene cubiertas las necesidades de educación preescolar, educación básica, y la educación secundaria, cuenta con varias preparatorias. Cuenta con dos institutos de educación superior públicos: el Instituto Tecnológico Superior de Apatzingán y la Unidad Profesional de Uruapan de la Universidad Michoacana de San Nicolás de Hidalgo.

## Comunicación y transportes

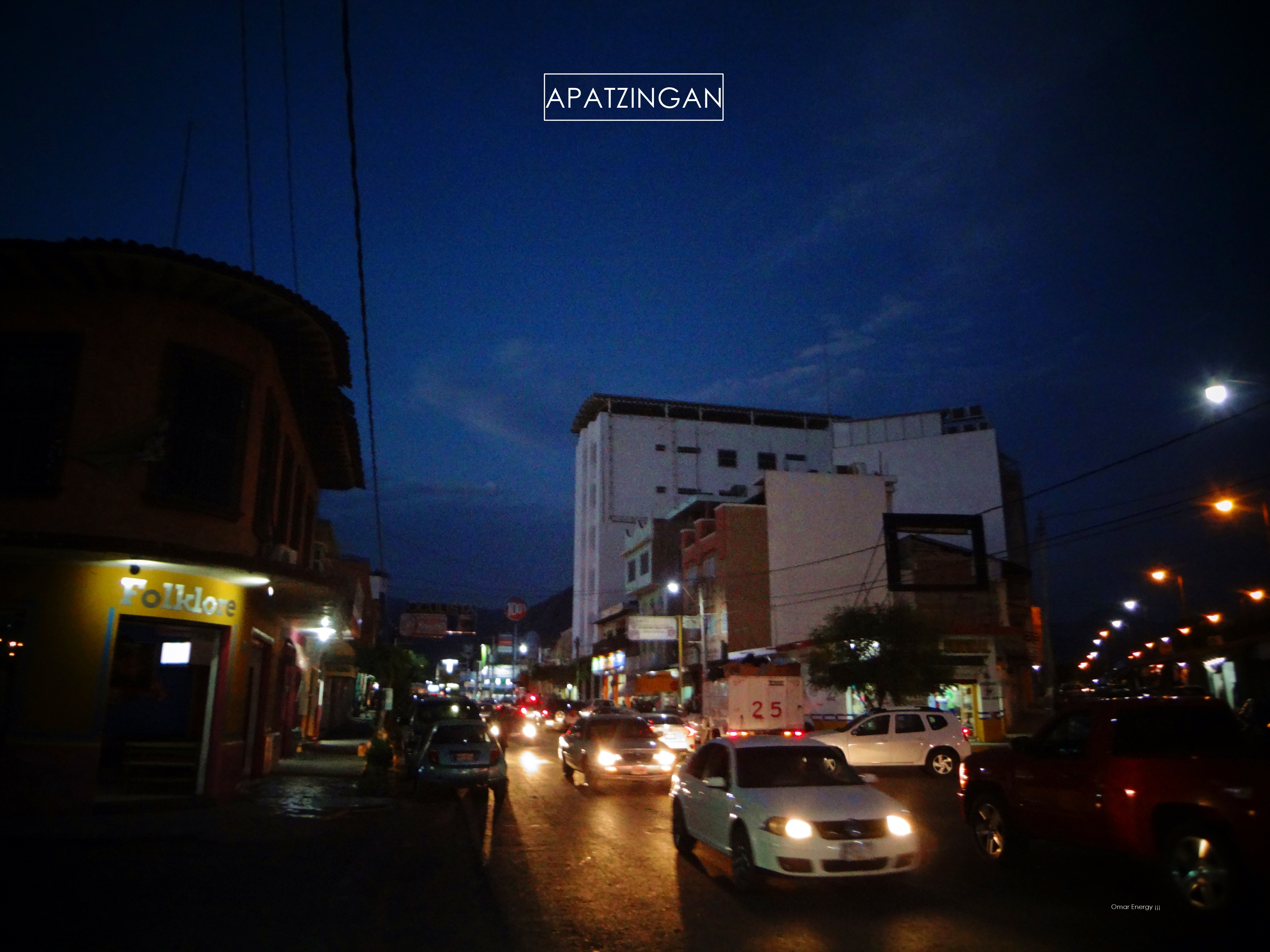
Avenida Constitución

A la ciudad y municipio lo comunica las carreteras:
- Federal N.º 14 Morelia-Pátzcuaro-Uruapan
- N.º 120 Apatzingán-La Huacana-Pátzcuaro
- Federal N.º 120 Carretera Libre Apatzingán-Tepalcatepec
- Carretera Libre Apatzingán-Aguililla
- Federal N.º 120 Carretera Libre Apatzingán-Buenavista
- Carretera Libre Apatzingán-Tancítaro (pavimentada-terracería)
- Carretera Libre Apatzingán-Parácuaro-Uruapan (terracería)

### Aeropuerto
Apatzingán cuenta con el Aeropuerto Nacional Pablo L. Sidar, que cuenta con una pista de aterrizaje de 1500 y se encuentra ubicado en el kilómetro 2 de la carretera Apatzingán-Aguililla. 

### Transporte urbano
Para el transporte urbano, en la cabecera municipal existen más 2550 taxis de 27 agrupaciones, 162 unidades de transporte colectivo urbano de 4 organizaciones, 3 organizaciones de materialistas, 20 unidades de transporte de 3 uniones de servicios mixtos de carga-personas, 26 unidades de servicio de carga ligera; todas estas pertenecientes a COCOTRA.
El transporte foráneo de pasajeros se realiza a través de las principales líneas que cubren el Estado: La Línea, Vía 2000, Primera Plus, ETN, Parhikuni, Ruta Paraíso, y Rumbos Michoacanos.